# Puh (otok)
Koordinati:   43°40′51″N, 15°29′44″E
Puh je majhen nenaseljen otoček v Jadranskem morju. Pripada Hrvaški.
Puh leži v Narodnem parku Kornati okoli 1,7 km južno od vzhodnega dela Kurbe Vele. Površina otočka meri 0,015 km². Dolžina obalnega pasu je 0,51 km.